# Прапор Гаїті
Прапор Гаїті — один з офіційних символів Гаїті. Офіційно затверджений 25 лютого 1986 року. Співвідношення сторін прапора 3:5.
Прямокутне полотнище розділено по горизонталі на дві рівні стрічки. Синя стрічка розміщена зверху, червона — знизу. Посередині прапора у білому квадраті розміщений герб Гаїті. Червоний та синій кольори на прапорі походять від кольорів прапора Франції. Також вони символізують союз чорношкірого населення острова та мулатів.

## Історія прапора
| Роки                            | Прапор | Ввідношення сторін | Уряд              | Примітки                 |
| ------------------------------- | ------ | ------------------ | ----------------- | ------------------------ |
| 18 травня 1803 – 1 січня 1804   |        | 1: 3               |                   |                          |
| 1 січня 1804 – 20 травня 1805   |        | 1: 2               | Республіка Гаїті  |                          |
| 20 травня 1805-1806             |        | 1: 2               | Імперія Гаїті     |                          |
| 1806-1849                       |        | 1: 2               | Республіка Гаїті  |                          |
| 1806-1811                       |        | 1: 2               | Держава Гаїті     |                          |
| 28 березня 1811- 8 жовтня 1820  |        | 1: 1,5             | Королівство Гаїті |                          |
| 1849 – 15 січня 1859            |        | 1: 2               | Імперія Гаїті     |                          |
| 15 січня 1859 – 25 травня 1964  |        | 1: 2               | Республіка Гаїті  |                          |
| 25 травня 1964 – 17 лютого 1986 |        | 1: 3               | Республіка Гаїті  |                          |
| З 25 лютого 1986                |        | 1: 2               | Республіка Гаїті  | Такий же, як в 1859-1964 |